# 제키 첼리크
메흐메트 제키 첼리크(튀르키예어: Mehmet Zeki Çelik, 1997년 2월 17일 ~ )는 튀르키예의 축구 선수이다. 그의 포지션은 오른쪽 풀백으로, 현재 이탈리아 세리에 A의 로마에서 활약하고 있다.

## 클럽 경력

### 부르사스포르
부르사 주의 이을드름에서 9명의 자녀 중 막내로 태어난 첼리크는 부르사스포르 유소년 아카데미를 거쳐 2015년에 프로 선수가 되었다. 그는 2015년에 카라카베이 벨레디예스포르와 임대 계약을 맺었다.

### 이스탄불스포르
2016년, 그는 이스탄불스포르로 이적하였다. 이스탄불스포르에서 좋은 활약을 펼친 그는 2부 리그인 TFF 1. 리그에서 활약했음에도 불구하고 2018년 튀르키예 축구 국가대표팀에 소집되었다.

### 릴
2018년 7월 8일, 첼리크는 프랑스 클럽 릴과 5년 계약을 맺었다. 첼리크는 2018년 8월 11일 3-1로 이긴 렌과의 리그 1 경기에서 데뷔전을 치렀다.

### 로마
2022년 7월 5일, 첼리크는 릴에서 세리에 A 클럽인 로마로 이적했다. 그는 2026년 6월 30일까지 4년 계약을 체결했다.

## 국가대표팀 경력
첼리크는 2018년 6월 5일 1-1로 비긴 러시아 축구 국가대표팀과의 친선 경기에서 튀르키예 축구 국가대표팀 데뷔전을 치렀다.

## 수상 내역
릴
- 리그 1: 2020–21[9]